# Crotalaria inflexa
Crotalaria inflexa är en ärtväxtart som beskrevs av Roger Marcus Polhill. Crotalaria inflexa ingår i släktet sunnhampor, och familjen ärtväxter. Inga underarter finns listade i Catalogue of Life.